# Hydrelia terraenovae
Hydrelia terraenovae là một loài bướm đêm trong họ Geometridae.